# Блок 67а
Блок 67а је један од блокова Новог Београда.
Оивичен је улицама Јурија Гагарина, Омладинских бригада, Агостиња Нета и Ђорђа Станојевића.
До блока се градским превозом може стићи аутобусима 67, 68, 73, 76, 81, 89, 94 и 95 као и трамвајима 7, 9 и 13. 
У блоку се налази средња техничка школа „Нови Београд“ и Руска школа у Београду.
У марту 2014. године у блоку 67а је почела изградња пословно-стамбеног комплекса.